# Carretera de Puerto Rico 2
La carretera de Puerto Rico 2 (PR-2) es una vía importante de Puerto Rico que comunica varios de los municipios más poblados en el norte y oeste de la isla, extendiéndose entre las ciudades de San Juan y Ponce. Con 230,2 kilómetros (143 millas) de largo, la PR-2 es, por mucho, la carretera más larga y transitada de Puerto Rico.
El recorrido en sentido antihorario comienza en el área del Condado en Santurce (San Juan), desde la avenida Baldorioty de Castro (PR-26), y bordea la costa del océano Atlántico en dirección oeste, pasando a través de Guaynabo, Bayamón, Arecibo y Aguadilla, en donde hace un viraje hacia el sur en dirección a Mayagüez, y en Hormigueros vira hacia el este, separándose de la costa del canal de la Mona al adentrarse en San Germán. Más adelante, la PR-2 llega a la costa sur de Puerto Rico cerca de Yauco y continúa paralela al mar Caribe a medida que se acerca a su punto culminante en Ponce desde el oeste. En algunos tramos la carretera es de cuatro carriles, mientras que en otros tramos la carretera es de seis u ocho carriles.
La PR-2 es una carretera con acceso limitado, o sea con semáforos, negocios y casas a los lados en la mayoría de su recorrido, y es paralela a la autopista PR-22 desde San Juan hasta Hatillo; esta última tiene algunas plazas de peaje. Entre Hatillo y Hormigueros es la única arteria principal y tiene dos carriles por dirección, aunque entre Aguadilla y Mayagüez tiene algunos tramos tipo expreso con salidas y pocos semáforos y negocios. El tramo desde el intercambio con la PR-22 en Hatillo hasta Ponce forma parte de la carretera Interesatal I-PR2. La I-PR2 originalmente incluía toda la ruta de la PR-2 hasta la construcción de la PR-22, a la que desde entonces se le ha asignado la designación I-PR2 desde su extremo oriental en San Juan hasta su extremo occidental en Hatillo.

## Descripción de la ruta

### San Juan-Hatillo
La carretera PR-2 comienza en San Juan como una carretera de 8 carriles y se dirige hacia el oeste aproximadamente paralela a la costa norte de la isla. Atraviesa el área de Caparra, intersecándose con la autopista 22, que da acceso al barrio Santurce de San Juan y a las ciudades de Carolina y Caguas. Hacia el oeste, la PR-2 atraviesa las ciudades de Guaynabo y Bayamón como una vía muy transitada. Además de numerosas comunidades residenciales, la PR-2 también brinda acceso a centros comerciales, cines, restaurantes, hospitales y varios colegios y universidades, entre otras instalaciones en esta área.
La carretera luego sirve a las localidades de Toa Baja, Dorado, Vega Alta y Vega Baja, donde la vía también presenta mucho tráfico. Continuando hacia el oeste, la carretera PR-2 sirve a las ciudades industriales de Manatí y Barceloneta, brindando acceso a varias compañías farmacéuticas, entre otras fuentes de empleo fuera del sector agrícola. En esta zona la vía también es la ruta principal hacia las intersecciones que conducen a las playas de Los Tubos, Mar Chiquita, Tortuguero, Puerto de las Vacas y Las Criollas.
La siguiente ciudad importante en el camino es Arecibo. En la parte este de Arecibo se encuentra el puente más largo de Puerto Rico. La PR-2 también se interseca con la PR-10, la ruta para acceder al interior de la isla, así como a Ponce en la costa sur. Después de Arecibo, la PR-2 se dirige al pueblo de Hatillo, donde se encuentra con el actual extremo occidental de la nueva autopista PR-22.

Carretera PR-2 en el segmento San Juan-Hatillo
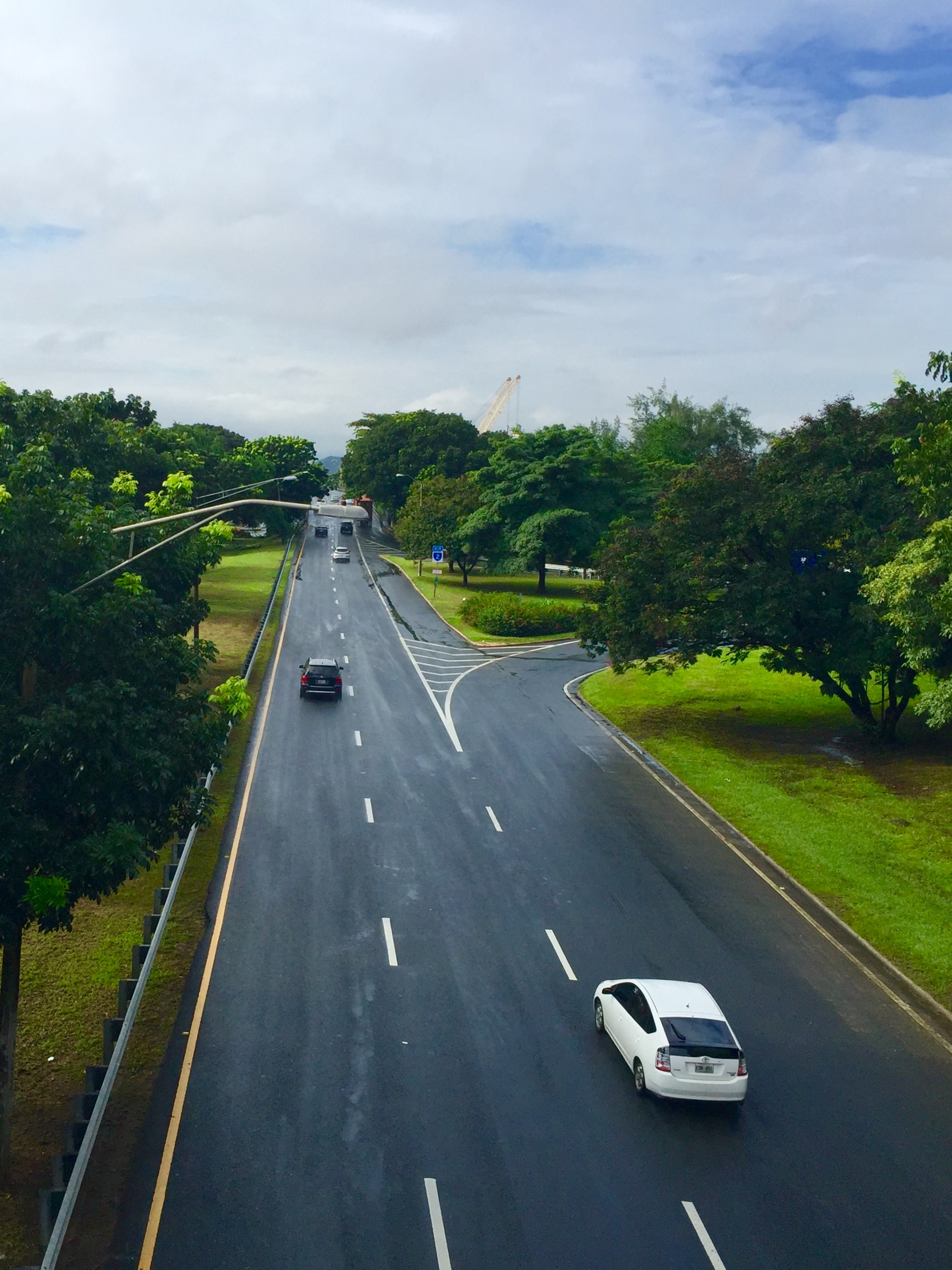
Camino al oeste en Santurce
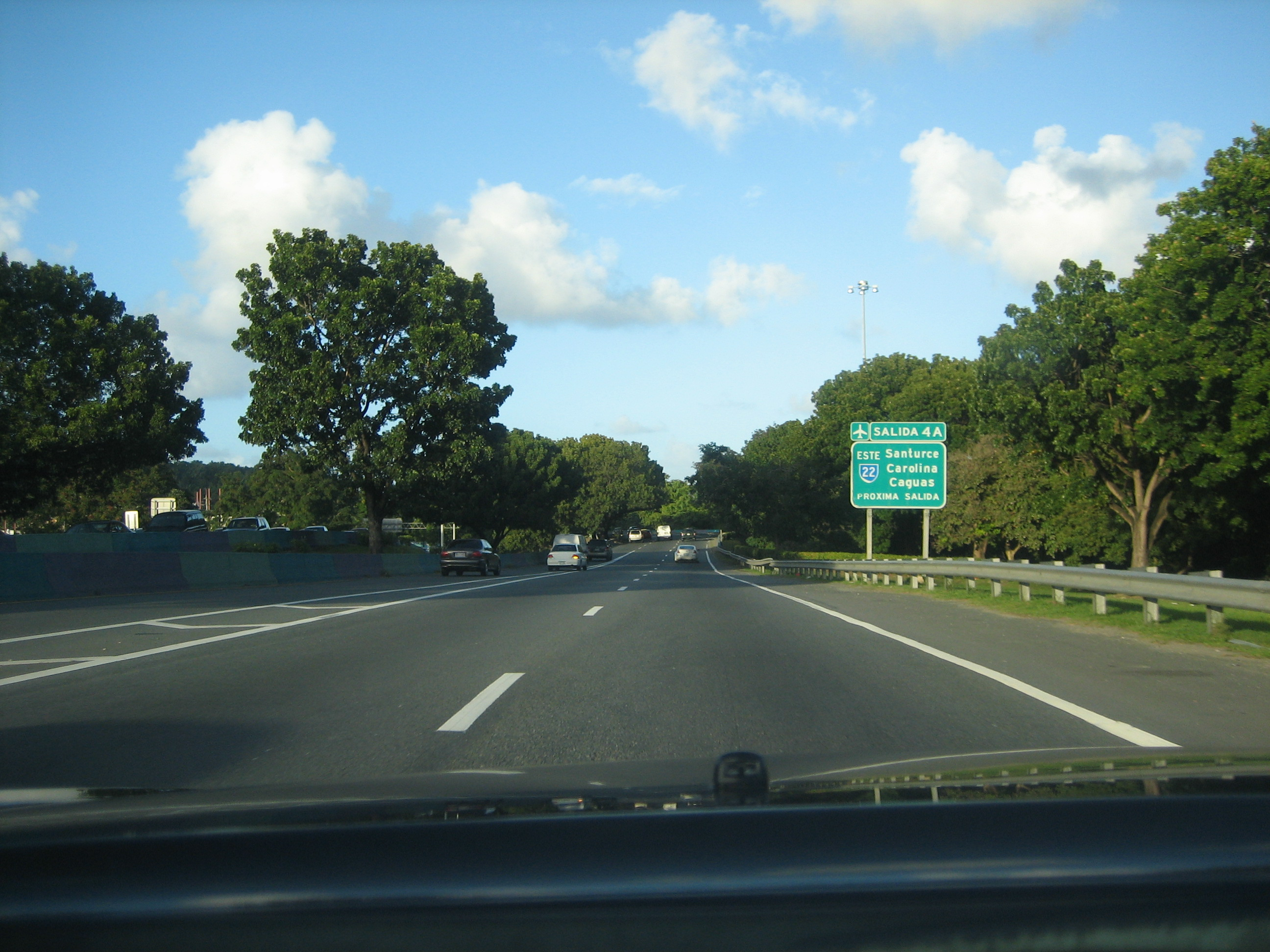
En dirección este, de Caparra a San Juan
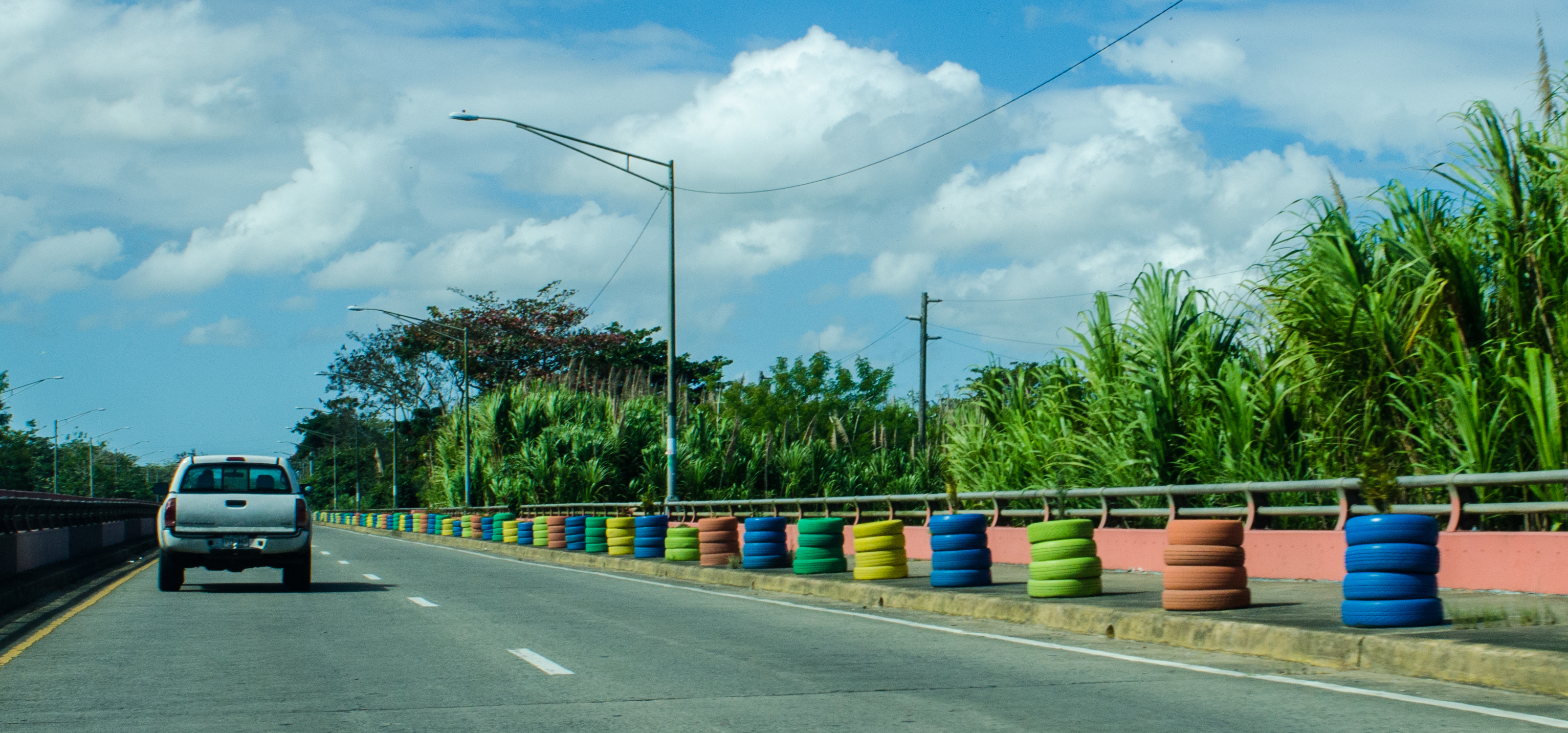
Rumbo al oeste en Arecibo

### Hatillo-Mayagüez
Al oeste de su intercambio con la PR-22 en Hatillo, la PR-2 se convierte en una vía principal y se encuentra con varias carreteras importantes que dan servicio al centro de la isla, como la PR-119, PR-112 y PR-110. Este tramo de la ruta contiene una multitud de semáforos. Siguiendo a Hatillo, el camino atraviesa los pueblos de Camuy, Quebradillas e Isabela. En Isabela, la PR-2 brinda acceso a carreteras que conducen a varias playas, incluidas Blue Hole, Guajataca y Jobos.
En la ciudad de Aguadilla, la PR-2 gira hacia el sur en su intersección con la PR-107, en su rumbo hacia la ciudad occidental y puerto marítimo de Mayagüez. En esta área, la carretera PR-2 brinda acceso al Aeropuerto Internacional Rafael Hernández de Aguadilla, así como a varios centros turísticos de playa del área. El viaje de Aguadilla a Mayagüez toma aproximadamente 30 minutos, y la PR-2 tiene menos semáforos en este tramo de la carretera que los experimentados hasta ahora desde su punto de partida inicial en San Juan.

### Mayagüez-Hormigueros
La carretera PR-2 es una importante carretera de 6 carriles en Mayagüez, una de las principales ciudades de Puerto Rico. Se cruza con la PR-64 y la PR-102, que sirven como rutas de circunvalación. La carretera PR-102 también tiene acceso a la PR-2 a través de la nueva carretera PR-63, otra intersección importante de la PR-2. Al atravesar la ciudad de Mayagüez, la PR-2 es la vía principal de acceso a la Universidad de Puerto Rico en Mayagüez y el Zoológico de Mayagüez. Además, más al sur, la PR-2 brinda acceso al Mayagüez Mall, que es el tercer centro comercial más grande de Puerto Rico, y a varias instalaciones médicas. El camino continúa luego hacia el sur por el municipio de Hormigueros.

### Hormigueros-Ponce
Hacia el sureste pasando Hormigueros, la PR-2 se convierte en una autopista de acceso controlado de cuatro carriles en su camino a Ponce. Tiene varias salidas en los municipios de San Germán, Sabana Grande, Guánica, Yauco, Guayanilla y Peñuelas. En este tramo agrícola, la PR-2 brinda acceso a algunas de las playas del sur de Puerto Rico, como Boquerón. La carretera también se encuentra a unos minutos en coche del bosque estatal de Guánica.
A medida que la carretera avanza a través de las colinas del barrio Tallaboa de Peñuelas, las ruinas de la refinería de petróleo CORCO, abandonada para la década de 1970, son visibles a la derecha. La carretera PR-2 brinda acceso a muchas comunidades rurales en este tramo de la carretera. A medida que se acerca a Ponce, la PR-2 vuelve a convertirse en una carretera dividida de 8 carriles. Antes de su ingreso al municipio de Ponce, el peñón de Ponce es un promontorio prominente a la izquierda del camino mientras que la playa El Tuque estará visible a la derecha. También hay varios hoteles en la zona. En la sección de Las Cucharas también hay una buena selección de restaurantes en la costa, que sirven principalmente mariscos. La construcción del tramo Ponce-Peñuelas de la PR-2 se completó a principios de la década de 1960 después de unos trabajos de construcción que comenzaron con la construcción de puentes sobre el río Matilde, el río Portugués y el río Bucaná.

### Ponce

Mapa detallado de la carretera PR-2 en el municipio de Ponce

La carretera PR-2 es una vía dividida de 8 carriles en su acceso occidental a Ponce. Luego de su intersección con la autopista PR-52, la ruta se vuelve a convertir en una vía a nivel de 6 carriles en la ciudad de Ponce. Proporciona acceso a los barrios Canas, Playa, Canas Urbano, San Antón, Bucaná y Sabanetas. También proporciona acceso a cuatro de las playas de Ponce, a los hospitales Damas y Dr. Pila, a varias plazas comerciales incluyendo los centros comerciales Plaza del Caribe y Centro del Sur, el Centro Judicial de Puerto Rico, la Universidad de Puerto Rico en Ponce, el Aeropuerto Internacional Mercedita y numerosos restaurantes y otras instalaciones. El tramo de la PR-2 correspondiente a la ciudad de Ponce fue construido a finales de la década de 1940 y es conocido como Ponce By-Pass, ya que servía para «evitar» el centro urbano y comercial de la ciudad cuando se viajaba hacia el este, desde pueblos del oeste como Guayanilla, Yauco, San Germán y Mayagüez, hasta pueblos del este de Puerto Rico, como Salinas, Guayama, Cayey, Caguas y San Juan. El tramo de la PR-2 entre Guayanilla y Ponce se inauguró en 1965.
A medida que la carretera atraviesa la ciudad de Ponce, también se le conoce como Ponce Bypass. El bypass cruza siete vías principales: PR-2R (carretera Pámpanos), con acceso al estadio Francisco Montaner; PR-585 (avenida Eduardo Ruberté), que conduce al barrio Playa; PR-123 (avenida Hostos), que conduce al Museo de Arte de Ponce y al centro histórico de Ponce; PR-12 (avenida Santiago de los Caballeros), que conduce al malecón La Guancha y al Puerto de las Américas Rafael Cordero Santiago; y PR-163 (avenida Julio Enrique Monagas), que conduce al parque familiar Julio Enrique Monagas y al Museo de Arte de Ponce. La última intersección de la carretera en Ponce, así como su extremo sur, se encuentra en su intersección con la PR-133 en dirección oeste (calle Comercio, también conocida como avenida Ednita Nazario) y la PR-1 en dirección este (avenida La Ceiba). La PR-133 se dirige al oeste hasta el parque de la Ceiba, y la PR-1 se dirige al este hasta el aeropuerto Mercedita. Después de esta doble intersección, la carretera se convierte en una vía de 4 carriles llamada bulevar Miguel A. Pou, la arteria principal de la ciudad hacia la zona histórica de Ponce.

## Historia
La carretera PR-2 se utiliza desde hace muchas décadas. Inicialmente era una vía de dos carriles que experimentó mejoras a lo largo de los años. Actualmente la ruta tiene dos secciones que son expreso: la primera, entre Guaynabo y San Juan, que se conoce como expreso Kennedy, con 6 kilómetros de largo, y la segunda, entre Hormigueros y Ponce, con cerca de 60 kilómetros de longitud.
Debido a la alta densidad de población en la costa norte de Puerto Rico, la necesidad de una mejor carretera se atendió con la construcción de una nueva autopista de acceso limitado, la PR-22, también conocida como autopista José de Diego, una nueva vía de 4 carriles paralela a la PR-2 entre San Juan y Hatillo. El objetivo era reducir la congestión en la PR-2. La autopista PR-22 tiene varias salidas que dan acceso a la carretera PR-2. La PR-22 termina en el municipio de Hatillo, justo al oeste de la ciudad de Arecibo, donde se une a la PR-2.
En la parte sur y suroeste de la isla, esta necesidad se atendió mediante mejoras a la carretera PR-2 existente, que ya era una carretera de 4 carriles. En este tramo, desde mediados de la década de 2000 hasta principios de la de 2010, el Departamento de Transportación y Obras Públicas de Puerto Rico (DTOP) convirtió la mayoría de los segmentos de la PR-2 entre Mayagüez y Ponce en una autopista de acceso limitado. El segmento entre Hormigueros y San Germán, en particular, tenía varias intersecciones a nivel que ralentizaban considerablemente el tiempo de viaje. En un esfuerzo por aumentar el acceso controlado y el carácter estilo autopista de la carretera, todas las intersecciones a nivel fueron reemplazadas por pasos elevados o eliminadas por completo. La última intersección en convertirse fue la intersección de la PR-2 con la PR-345 en Hormigueros.

## Futuro
En cuanto al tramo occidental de la PR-2, el DTOP también tiene en la mira el tramo entre Mayagüez y Aguadilla para convertirlo en autopista. Esto ocurriría entre el futuro extremo occidental de la autopista PR-22 en Aguadilla hasta los límites de la ciudad de Mayagüez. Se planeó completar la extensión de la PR-22 hasta Aguadilla en 2016, y se programó que la conversión de la autopista del segmento de Aguadilla a Mayagüez de la PR-2 comenzara poco después.

## Mantenimiento
Al igual que el resto de las carreteras estatales, la carretera PR-2 es administrada y mantenida por el Departamento de Transportación y Obras Públicas de Puerto Rico (DTOP).

## Localidades principales
La carretera PR-2 es atravesada por 27 municipios. Cataño, Rincón, Cabo Rojo y Lajas son los únicos municipios costeros de Puerto Rico (al oeste de San Juan y Ponce) que la PR-2 no cruza en el camino de San Juan a Ponce, aunque la PR-2 está a menos de 1 milla (1,6 km) de los límites entre Hormigueros y Cabo Rojo en su intersección con la PR-100. La PR-2 pasa por un pequeño segmento de los municipios de Moca y Guánica, de poco más de 1 milla (1,6 km) de largo.
Los siguientes son los municipios por donde discurre la PR-2, en sentido antihorario desde San Juan hasta Ponce:
- San Juan
- Guaynabo
- Bayamón
- Toa Baja
- Dorado
- Vega Alta
- Vega Baja
- Manatí
- Barceloneta
- Arecibo
- Hatillo
- Camuy
- Quebradillas
- Isabela
- Moca
- Aguadilla
- Aguada
- Añasco
- Mayagüez
- Hormigueros
- San Germán
- Sabana Grande
- Guánica
- Yauco
- Guayanilla
- Peñuelas
- Ponce

## Cruces
La carretera PR-2 es atravesada principalmente por las siguientes carreteras:
| Municipio | Ubicación               | km            | × | Destinos                                            | Notas |
| --- | ----------------------- | ------------- | --- | --------------------------------------------------- | --- |
| San Juan | Alto del Cabro, Condado | 0,0           | | Calle Luisa / Calle Condado                         | Continuación más allá de la PR-26 |
| San Juan | Alto del Cabro, Condado | 0,0           | Extremo en sentido antihorario de la PR-2 y este de la avenida Roberto H. Todd; salida 1 de la PR-26 |                                                     | |
| San Juan | Campo Alegre, Figueroa  | ↓ 0,3 ↑       | |                                                     | Tránsito solo en dirección norte |
| San Juan | Figueroa                | ↓ 0,55 ↑      | | (Avenida Manuel Fernández Juncos)                   | Tránsito solo en dirección sur |
| San Juan | Figueroa                | 0,8           | | (Calle Las Palmas)                                  | |
| San Juan | Hoare, La Zona          | ↓1,3- ↑1,5    | |                                                     | Extremo oeste de la avenida Roberto H. Todd y este del expreso John F. Kennedy; sin acceso la PR-1 norte desde la PR-2 oeste ni a la PR-2 este desde la PR-1 sur; salida 5 de la PR-1   |
| San Juan | Río Puerto Nuevo        | 1,8           | Puente de la Constitución sobre el río Puerto Nuevo                                                  | Puente de la Constitución sobre el río Puerto Nuevo | Puente de la Constitución sobre el río Puerto Nuevo |
| Guaynabo | Pueblo Viejo            | 4,7- 5,1      | 4 |                                                     | Sin acceso a la PR-22 este desde la PR-2 oeste; salida 6 de la PR-22 |
| Guaynabo | Pueblo Viejo            | ↓5,7- ↑5,85   | 5 |                                                     | Extremo oeste de la PR-23 y este de la PR-165 |
| Guaynabo | Pueblo Viejo            | ↓6,1- ↑6,4    | 6 |                                                     | Intercambio tipo trompeta; extremo norte de la PR-19 y la PR-20, y oeste del expreso John F. Kennedy; sin acceso a la PR-19 desde la PR-2 oeste; la PR-19 solo provee acceso a la PR-20 |
| Bayamón | Juan Sánchez            | 9,8           | |                                                     | Extremo sur de la PR-6 |
| Bayamón | Pueblo de Bayamón       | ↓11,2- ↑11,65 | |                                                     | |
| Bayamón | Pueblo de Bayamón       | 11,9          | |                                                     | |
| Bayamón | Hato Tejas              | 14,3          | |                                                     | Extremo sur de la PR-168 |
| Bayamón | Hato Tejas              | 15,1          | |                                                     | Extremo oeste de la PR-29 |
| Toa Baja | Media Luna              | ↓22,4- ↑22,8  | |                                                     | Intercambio tipo trompeta; extremo este de la PR-165 concurrente |
| Toa Baja | Media Luna              | 22,9          | |                                                     | Extremo norte de la PR-8865 |
| Río de la Plata | Río de la Plata         | 23,4          | Puente de la Virgencita sobre el Río de la Plata                                                     | Puente de la Virgencita sobre el Río de la Plata    | Puente de la Virgencita sobre el Río de la Plata |
| Dorado | Río Lajas               | 23,5          | | (Cruce de la Virgencita)                            | Extremo oeste de la PR-165 concurrente y este de la PR-693 |
| Dorado | Maguayo, Espinosa       | ↓25,7- ↑26,0  | |                                                     | Intercambio tipo trompeta; extremo norte de la PR-142 |
| Vega Alta | Espinosa                | 29,0          | |                                                     | Extremo oeste de la PR-694 |
| Vega Alta | Bajura                  | 33,55- 33,95  | |                                                     | Peaje con cobro electrónico en la plaza de peaje de Vega Alta (PR-22 este); salida 32 de la PR-22                                                                                       |
| Vega Baja | Río Abajo               | 37,5          | |                                                     | Extremo norte de la PR-160 |
| Vega Baja | Cabo Caribe             | 37,8          | |                                                     | Extremo norte de la PR-155 y este de la PR-688 |
| Vega Baja | Algarrobo               | 42,8          | |                                                     | Extremo norte de la PR-137 |
| Manatí | Coto Norte              | 47,2          | |                                                     | |
| Manatí | Coto Norte              | 48,35         | |                                                     | |
| Manatí | Pueblo Poniente         | 50,6          | |                                                     | Extremo norte de la PR-6685 |
| Barceloneta | Florida Afuera          | 55,7          | |                                                     | Extremo norte de la PR-140 |
| Barceloneta | Florida Afuera          | 58,15         | | (Cruce Dávila)                                      | |
| Arecibo | Factor                  | 65,1- 65,3    | | · /                                                 | Extremo sur de la PR-683; peajes con cobro electrónico en la plaza de peaje de Arecibo (PR-22 este) y la salida oeste; salida 64 de la PR-22                                            |
| Arecibo | Buenos Aires            | 76,1          | |                                                     | Extremo norte de la PR-10 |
| Arecibo | Miramar, San Luis       | 77,3          | |                                                     | Extremo norte de la PR-129 |
| 1.000 mi = 1.609 km; 1.000 km = 0.621 mi ↑ En sentido horario • ↓ En sentido antihorario Terminal concurrente • Acceso incompleto • Cobro electrónico de peaje |                         |               | |                                                     | |
| Ubicación 1. 2. 3. |                         |               | |                                                     | |

| Municipio | Ubicación                                   | km                     | ×                                            | Destinos                                     | Notas |
| --- | ------------------------------------------- | ---------------------- | -------------------------------------------- | -------------------------------------------- | --- |
| Hatillo | Carrizales                                  | ↓83,1- ↑83,15          |                                              | ·                                            | Intercambio tipo trompeta; extremo oeste de la PR-22; peaje con cobro electrónico en la plaza de peaje de Hatillo; salidas 84A-B de la PR-22                                                                                             |
| Hatillo | Hatillo                                     | 86,5                   |                                              |                                              | Extremo norte de la PR-119 |
| Hatillo | Pueblo de Hatillo                           | 87,85                  |                                              |                                              | |
| Camuy | Puente                                      | 91,7                   |                                              |                                              | Extremo oeste de la PR-4491 |
| Quebradillas | San José, Pueblo de Quebradillas            | 100,75                 |                                              |                                              | Extremo este de la PR-479 |
| Quebradillas | San José, Pueblo de Quebradillas, Terranova | 101,15                 |                                              |                                              | |
| Quebradillas | Terranova                                   | 103,6                  |                                              |                                              | Extremo este de la PR-113 concurrente; no se puede continuar de frente entre la PR-113 y la calle La Estación; la PR-113 solo provee acceso a la PR-2 este, y la calle La Estación, a la PR-2 oeste                                      |
| Río Guajataca | Río Guajataca                               | 104,4                  | Puente Elvira sobre el río Guajataca         | Puente Elvira sobre el río Guajataca         | Puente Elvira sobre el río Guajataca |
| Isabela | Coto                                        | ↓ 105,1 ↑              |                                              |                                              | Extremo oeste de la PR-113 concurrente; no se puede girar a la izquierda desde la PR-113 |
| Isabela | Coto                                        | ↓ 105,1 ↑              |                                              |                                              | Extremo oeste de la PR-113 concurrente; no se puede girar a la izquierda desde la PR-113 |
| Isabela | Mora, Arenales Bajos, Guerrero              | 112,0                  |                                              |                                              | Extremo sur de la PR-212 y norte de la PR-4494 |
| Isabela | Mora, Guerrero                              | 112,9                  |                                              |                                              | Extremo este de la PR-112 concurrente |
| Isabela | Guerrero                                    | 113,1                  |                                              |                                              | Extremo oeste de la PR-112 concurrente |
| Aguadilla, Moca | Aguadilla, Moca                             | Sin cruces importantes | Sin cruces importantes                       | Sin cruces importantes                       | Sin cruces importantes |
| Aguadilla | Ceiba Baja                                  | 118,3                  |                                              |                                              | Extremo este de la PR-110 concurrente y la carretera José Joaquín «Yiye» Ávila |
| Aguadilla | Ceiba Baja, Caimital Alto                   | 119,5                  |                                              |                                              | Extremo oeste de la PR-110 concurrente |
| Aguadilla | Corrales, Caimital Bajo, Camaceyes          | 125,3                  |                                              |                                              | Extremo oeste de la PR-459 |
| Aguadilla | Caimital Bajo                               | 125,8                  |                                              |                                              | Extremo sur de la PR-107, oeste de la carretera José Joaquín «Yiye» Ávila y norte del expreso Rafael Hernández, el Jibarito; en sentido antihorario, los puntos cardinales cambian de oeste a sur, y en sentido horario, de norte a este |
| Aguadilla | Caimital Bajo                               | ↓127,4- ↑127,6         | 128                                          |                                              | Extremo este de la PR-2R |
| Aguadilla | Victoria                                    | ↓130,5- ↑130,7         | 130                                          |                                              | Extremo oeste de la PR-111 y sur de la PR-1107 |
| Aguada | Guanábano                                   | 134,4                  |                                              |                                              | |
| Añasco | Quebrada Larga                              | 141,3                  |                                              |                                              | Extremo sur de la PR-110 |
| Añasco | Caracol                                     | 143,1                  |                                              |                                              | |
| Añasco | Añasco Abajo                                | 145,65                 |                                              |                                              | Extremo oeste de la PR-109, sur de la PR-115 y el expreso Rafael Hernández, el Jibarito, y norte del expreso Miguel A. García Méndez |
| Río Grande de Añasco | Río Grande de Añasco                        | 146,35                 | Puente Salcedo sobre el río Grande de Añasco | Puente Salcedo sobre el río Grande de Añasco | Puente Salcedo sobre el río Grande de Añasco |
| Mayagüez | Sabanetas                                   | 149,0                  |                                              | /                                            | Extremo norte de la PR-64 y oeste de la PR-342 |
| Mayagüez | Algarrobos                                  | ↓ 151,05 ↑             |                                              |                                              | Extremo norte de la PR-104 |
| Mayagüez | Algarrobos                                  | ↓ 151,05 ↑             |                                              |                                              | Extremo norte de la PR-104 |
| Mayagüez | Candelaria                                  | ↓ 152,5 ↑              |                                              |                                              | No se puede girar a la izquierda desde la PR-2 sur; no se puede continuar de frente desde ambas direcciones de la PR-102; la PR-102 oeste solo provee acceso a la PR-2 norte                                                             |
| Mayagüez | Candelaria, Miradero                        | 152,85                 |                                              |                                              | Extremo oeste de la PR-3108, sur del expreso Miguel A. García Méndez y oeste del expreso Eugenio María de Hostos |
| Mayagüez | Candelara, Río                              | ↓153,8- ↑153,9         |                                              |                                              | Extremo norte de la PR-239 (antigua PR-2R) |
| Mayagüez | Marina Meridional, Cárcel                   | 156,15                 |                                              |                                              | Extremo este de la PR-63 |
| Mayagüez | Sábalos                                     | 158,15                 |                                              |                                              | Extremo oeste de la PR-114 y sur de la PR-239 (antigua PR-2R) |
| 1.000 mi = 1.609 km; 1.000 km = 0.621 mi ↑ En sentido horario • ↓ En sentido antihorario Terminal concurrente • Acceso incompleto • Cobro electrónico de peaje • Transición de ruta |                                             |                        |                                              |                                              | |
| Ubicación 1. |                                             |                        |                                              |                                              | |

| Municipio                                                                                                   | Ubicación                                       | km               | ×   | Destinos | Notas |
| --- | ----------------------------------------------- | ---------------- | --- | -------- | --- |
| Hormigueros                                                                                                 | Guanajibo                                       | 160,4            |     |          | |
| Hormigueros                                                                                                 | Guanajibo                                       | ↓160,95- ↑161,1  | 161 |          | Intercambio tipo trompeta; extremo norte de la PR-100; en sentido antihorario, los puntos cardinales cambian de sur a este, y en sentido horario, de oeste a norte |
| Hormigueros                                                                                                 | Guanajibo, Hormigueros                          | ↓162,35          | 162 |          | |
| Hormigueros                                                                                                 | Guanajibo, Hormigueros                          | ↑163,15          | 162 |          | |
| Hormigueros                                                                                                 | Hormigueros, Pueblo de Hormigueros, Hormigueros | ↑163,9           | 163 |          | Extremo este de la PR-309 y norte de la PR-319 |
| Hormigueros                                                                                                 | Hormigueros, Pueblo de Hormigueros, Hormigueros | ↓164,25          | 163 |          | |
| San Germán                                                                                                  | Caín Bajo                                       | ↓172,75- ↑173,15 | 172 |          | Intercambio tipo diamante; extremo sur de la PR-119, este del expreso Eugenio María de Hostos y oeste del expreso Roberto Sánchez Vilella                          |
| San Germán                                                                                                  | Caín Alto                                       | ↓174,75- ↑175,0  | 174 |          | Extremo norte de la PR-122 |
| San Germán, Sabana Grande                                                                                   | Minillas, Santana                               | ↓180,3- ↑180,6   | 181 |          | Intercambio tipo diamante |
| Sabana Grande                                                                                               | Rayo                                            | ↓182,8- ↑183,3   | 183 |          | Intercambio tipo diamante |
| Sabana Grande                                                                                               | Rayo                                            | ↓186,0- ↑186,7   | 187 |          | Intercambio tipo diamante |
| Guánica | Susúa Baja                                      | ↓194,1- ↑194,55  | 194 |          | Intercambio tipo trompeta; extremo este de la PR-116 |
| Yauco | Susúa Baja                                      | ↓197,9- ↑198,4   | 198 |          | Intercambio tipo diamante; extremo sur de la PR-128 y oeste de la PR-3334                                                                                          |
| Yauco | Jácana                                          | ↓199,4- ↑199,8   | 200 |          | Intercambio tipo diamante |
| Guayanilla                                                                                                  | Jaguas                                          | ↓204,55- ↑205,1  | 205 |          | Intercambio tipo diamante; extremo oeste de la PR-132 y norte de la PR-136                                                                                         |
| Guayanilla                                                                                                  | Magas                                           | ↓206,6- ↑207,1   | 207 |          | Intercambio tipo diamante |
| Peñuelas | Tallaboa Saliente                               | ↓213,2- ↑213,35  | 213 |          | |
| Peñuelas | Encarnación                                     | ↓214,3- ↑214,5   | 214 |          | Extremo este de la PR-127 |
| Ponce | Canas                                           | ↓224,4           | 224 |          | Extremo sur de la PR-52; salida 108 de la PR-52 |
| Ponce | Canas                                           | ↑224,9- ↑225,1   |     |          | Extremo este del expreso Roberto Sánchez Vilella y oeste del Ponce Bypass                                                                                          |
| Ponce | Playa, Baldorioty de Castro, Reparada           | 225,65           |     |          | Extremo sur de la PR-2R y norte de la PR-5549 |
| Ponce | Playa, Reparada                                 | 226,05           |     |          | |
| Ponce | Playa                                           | 227,7            |     |          | |
| Ponce | San Antón                                       | 228,65- 228,75   |     |          | Intercambio tipo diamante |
| Ponce | San Antón                                       | 229,45           |     |          | Extremo este de la PR-163 |
| Ponce | San Antón                                       | ↓230,2           |     | /        | Extremo en sentido horario de la PR-2 y este de la PR-133 y el Ponce Bypass                                                                                        |
| 1.000 mi = 1.609 km; 1.000 km = 0.621 mi ↑ En sentido horario • ↓ En sentido antihorario Transición de ruta |                                                 |                  |     |          | |
| Ubicación 1.                                                                                                |                                                 |                  |     |          | |

## Galería

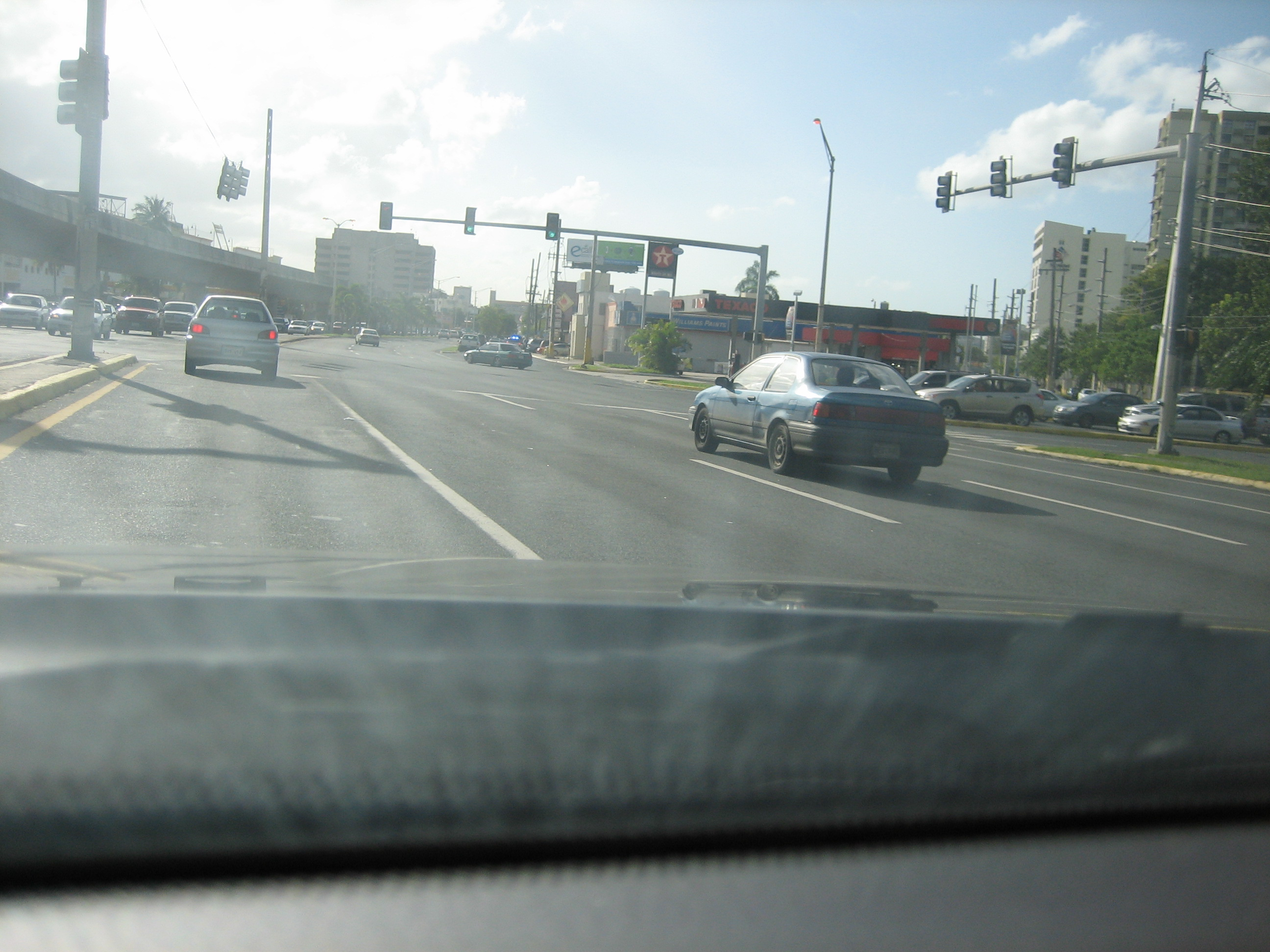
Carretera PR-2 oeste en la intersección con la carretera PR-8855 en Bayamón
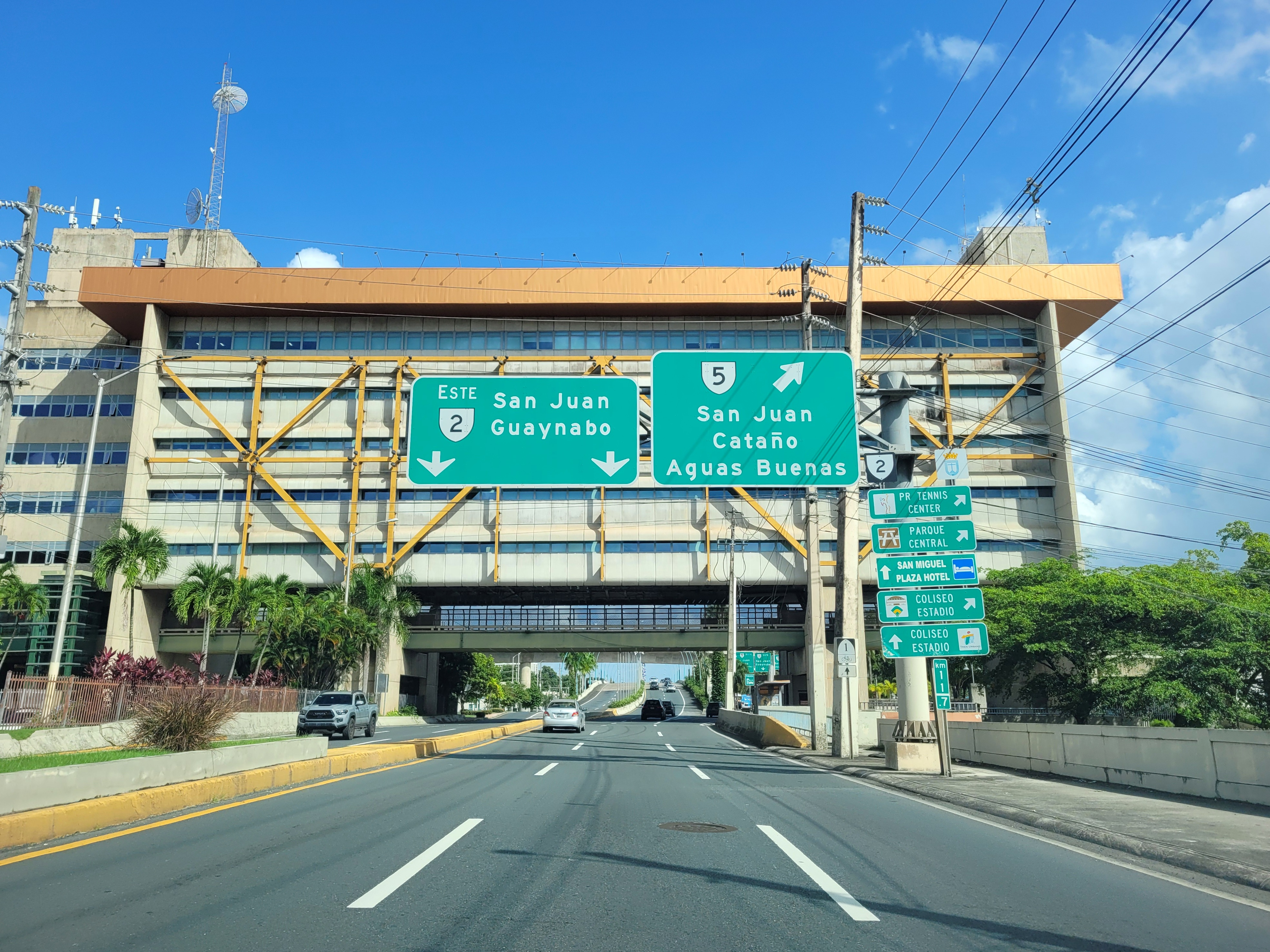
Carretera PR-2 este acercándose al intercambio con la carretera PR-5 en Bayamón
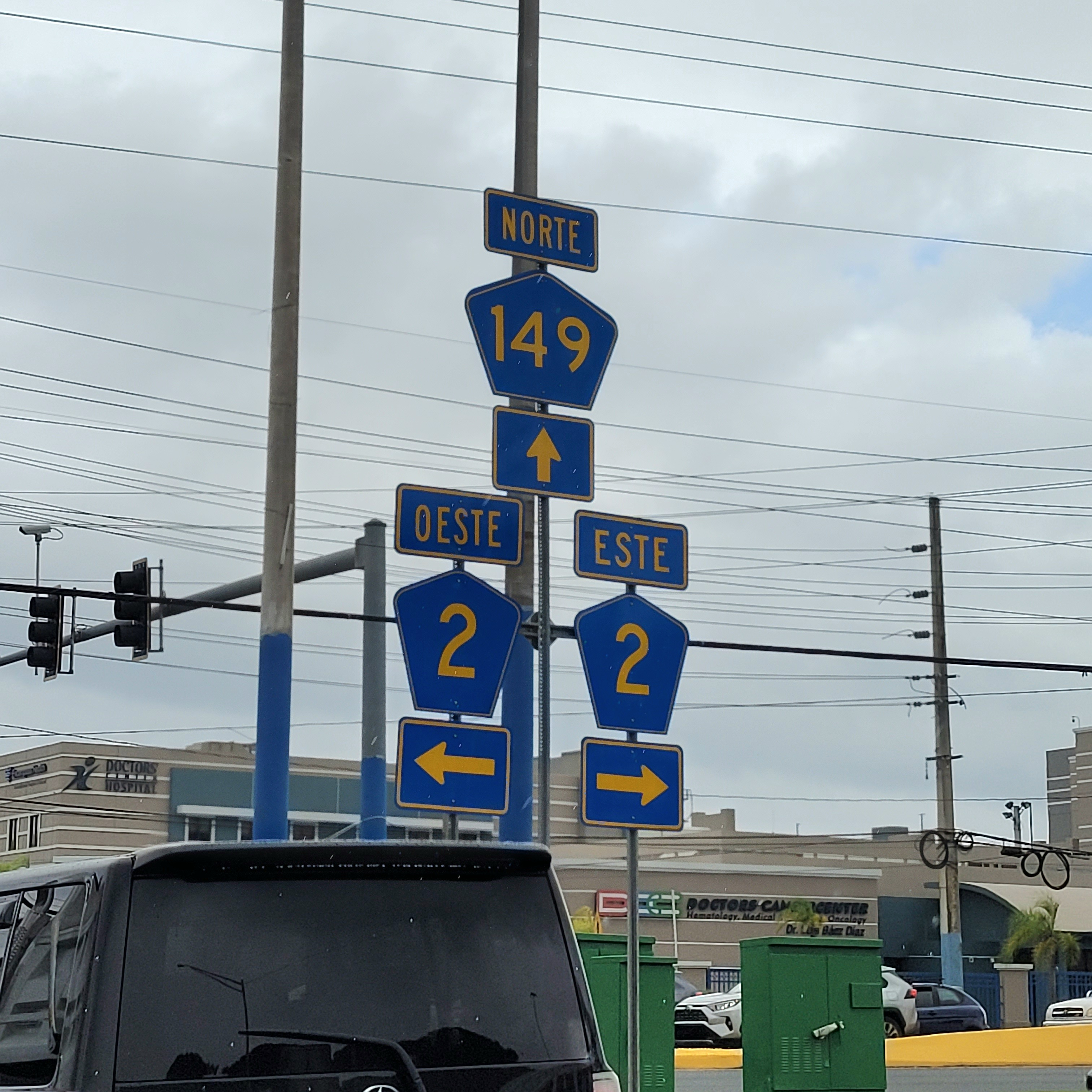
Carretera PR-149 norte en el cruce con la carretera PR-2 en Manatí
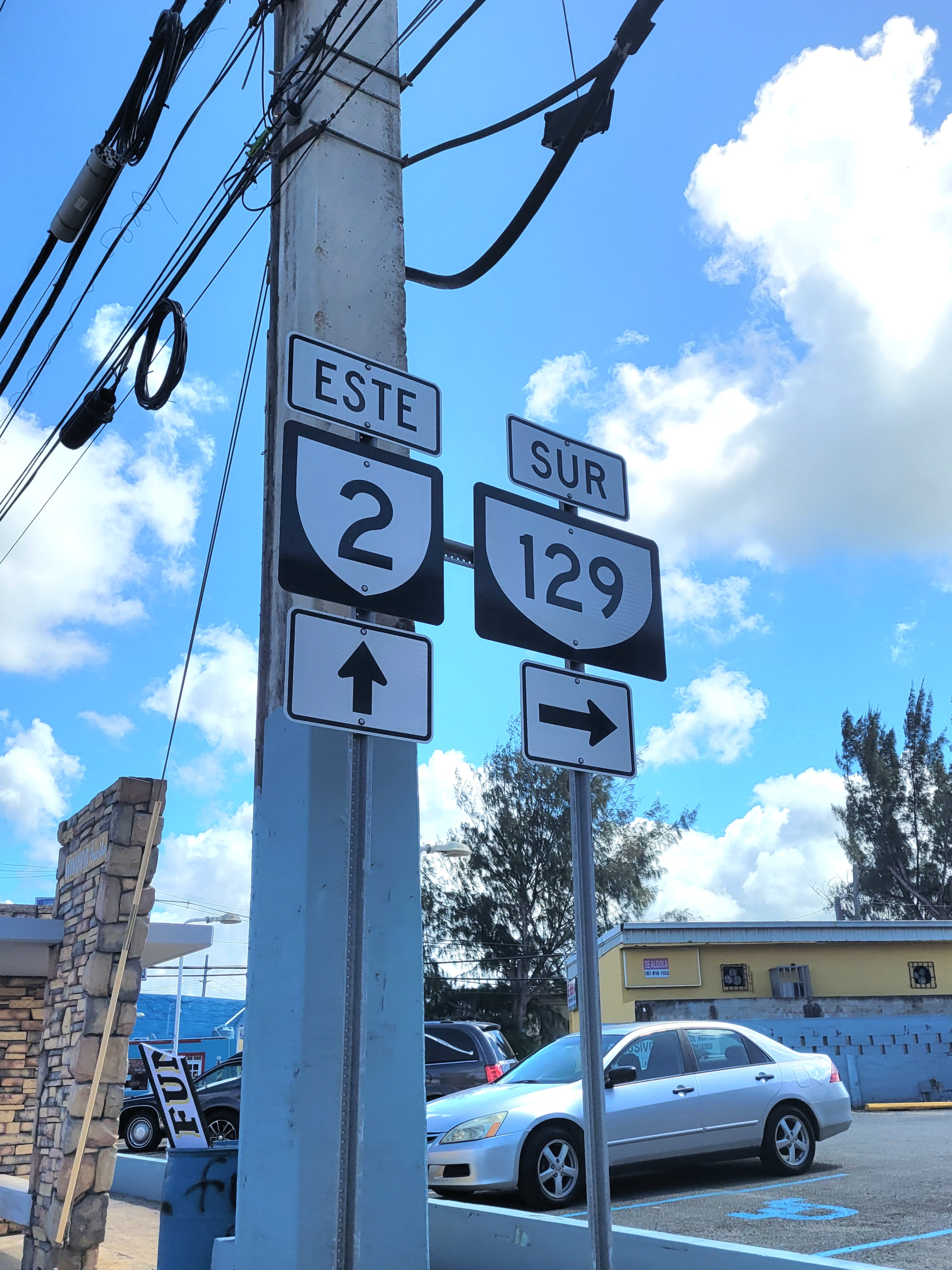
Carretera PR-2 este en el extremo norte de la carretera PR-129 en Arecibo